# Simon Arusei
Simon Koros Arusei (Eldoret, 4 november 1977) is een Keniaanse langeafstandsloper, die gespecialiseerd is in het veldlopen.

## Loopbaan
Op de wereldkampioenschappen veldlopen in 2006 behaalde Arusei op de lange afstand een tiende plaats. Het Keniaanse team, waarvan hij onderdeel uitmaakte, won de teamwedstrijd.

## Persoonlijke records
Baan
| Onderdeel | Prestatie | Datum        | Plaats         |
| --------- | --------- | ------------ | -------------- |
| 3000 m    | 7.57,88   | 3 juni 2006  | Zaragoza       |
| 5000 m    | 13.22,76  | 22 juli 2006 | Heusden-Zolder |
| 10.000 m  | 27.22,01  | 28 mei 2006  | Hengelo        |

Weg
| Onderdeel      | Prestatie | Datum             | Plaats     |
| -------------- | --------- | ----------------- | ---------- |
| 10 km          | 27.58     | 1 mei 2006        | Marseille  |
| 10 Eng. mijl   | 47.17     | 22 oktober 2006   | Portsmouth |
| halve marathon | 1:03.29   | 11 september 2005 | Nottingham |
| marathon       | 2:21.09   | 19 oktober 2003   | Beiroet    |

## Palmares

### 10 km
- 2005:  Cardiff - 29.02
- 2005:  Liverpool - 29.31
- 2006:  Counseil General in Marseille - 27.58
- 2006:  Great Edinburgh Run - 28.44

### 10 Eng. mijl
- 2006:  Great South Run - 47.17

### halve marathon
- 2005:  halve marathon van Plymouth - 1:03.34
- 2005:  halve marathon van Nottingham - 1:03.29
- 2005: 4e halve marathon van Nyeri - 1:06.06
- 2011:  halve marathon van Peterborough - 1:05.42

### marathon
- 2003:  marathon van Lewa - 2:25.40
- 2003: 9e marathon van Beiroet - 2:21.09
- 2004: 18e marathon van Mumbai - 2:23.36
- 2004: 6e marathon van Lewa - 2:23.15
- 2011: 21e marathon van Ahmedabad - 2:30.19

### veldlopen
- 2006:  Keniaanse kamp. in Nairobi - 31.23,4
- 2006: 4e Keniaanse WK Trials in Nairobi - 39.37
- 2006: 10e WK in Fukuoka - 36.18
- 2007: 19e WK in Mombasa - 37.57

### overige afstanden
- 2006: 13e Marseille-Cassis (20,3 km) - 1:03.24